# Scopeloberyx rossicus
Scopeloberyx rossicus is een straalvinnige vissensoort uit de familie van de grootschubvissen (Melamphaidae). De wetenschappelijke naam van de soort is voor het eerst geldig gepubliceerd in 2004 door Kotlyar.